# سروند
سروند، روستایی در دهستان روداب غربی بخش بروات شهرستان بم در استان کرمان ایران است.از این روستا به عنوان مهد فرهنگ و ادب یاد می‌کنند. 

## جمعیت
بر پایه سرشماری عمومی نفوس و مسکن در سال ۱۳۹۵، جمعیت این روستا برابر با ۱٬۶۰۵ نفر (۴۴۳ خانوار) بوده‌است.